# Veľký Javorník (Kleine Karpaten)
Der Veľký Javorník ist ein 594 m n.m. hoher Berg der Kleinen Karpaten und liegt 5 Kilometer westlich der Stadt Svätý Jur bzw. 15 Kilometer nördlich von Bratislava in der Slowakei.

## Details
Über den gelb markierten Wanderweg, der von Svätý Jur nach Stupava führt, erreicht man nahe dem Biely Kríž eine asphaltierte Straße, auf der man in nördlicher Richtung nach rund 850 Metern zum Gipfel des Veľký Javorník gelangt. 
Der Gipfel ist eingezäunt und für die Öffentlichkeit nicht zugänglich. Dort befindet sich ein Sperrgebiet mit einer Radarstation für die Flugüberwachung.
In einer Entfernung von etwa einem Kilometer Luftlinie vom Veľký Javorník befindet sich auch der 584 m hohe Gipfel des Malý Javorník.